# Opération Traira
Conflit armé colombien
L'opération Traira ou Traíra (portugais : Operação Traíra) est une réponse des forces armées brésiliennes, avec le soutien de l'armée colombienne, à une attaque contre un détachement brésilien sur la rive de la rivière Traira par les Forces armées révolutionnaires de Colombie (FARC) en février 1991,.

## Contexte
En mai 1990, le détachement brésilien de Traira est établi à 482 km au nord de Tabatinga sur la rive de la rivière Traíra, qui forme la frontière entre le Brésil et la Colombie. Son but était de faire face à la situation de non-droit dans la région causée par la présence d'orpailleurs brésiliens et colombiens illégaux. Leur mission était de maintenir la loi et l'ordre en expulsant les mineurs colombiens et en empêchant les mineurs brésiliens d'entrer dans la région.

## Attaque du détachement
Le 26 février 1991, un groupe de 40 guérilleros du FARC, qui se nommait « Commandement Simón Bolívar », a traversé la frontière entre le Brésil et la Colombie et a attaqué le détachement Traira de l'armée brésilienne, qui était en installations semi permanentes et ne comptait que 17 soldats, moins que la colonne de guérilla attaquante. L'action est considérée comme la première attaque sur le sol brésilien depuis l'invasion de Dourados en 1864 pendant la guerre de la Triple-Alliance.
L'attaque a commencé à l'heure du déjeuner lorsque des guérilleros ont tiré en premier sur deux sentinelles armées en service, les tuant en même temps par des tirs de snipers. Ensuite, deux groupes différents ont avancé sur l'enceinte tandis qu'un troisième groupe a fourni des tirs de couverture. Il a été révélé plus tard que les guérilleros avaient été en contact avec deux femmes qui avaient été précédemment détenues par la garnison pour une enquête, mais qui avaient ensuite été libérées. Les deux femmes, qui étaient présentes au moment de l'attaque, ont aidé les guérilleros à identifier des cibles clés dans l'enceinte, ce qui a abouti à une attaque très efficace.
Les opérations de renseignement affirment que l'attaque a été motivée par la répression par le détachement frontalier de l'exploitation minière illégale dans la région, l'une des sources de financement du FARC. Au cours de l'attaque, trois soldats brésiliens sont tués et neuf sont blessés. Deux mineurs colombiens illégaux détenus dans le camp sont également tués. Diverses armes, munitions et équipements ont été volés et les radios utilisées pour les communications ont été détruites. Le détachement était très isolé, et s'est retrouvé complètement coupé des communications avec le quartier général. Ce n'est que trois jours plus tard, lorsqu'un nouveau détachement est arrivé pour relever le personnel de service, que l'attaque fut connue de l'armée brésilienne.

## Réponse militaire
Immédiatement, les forces armées brésiliennes, autorisées par le président Fernando Collor et avec la connaissance et le soutien du président colombien César Gaviria, ont secrètement déclenché l'opération Traira, afin de récupérer les armes volées et de décourager de nouvelles attaques.

### Armée de l'air brésilienne
L'armée de l'air brésilienne a soutenu l'opération avec six hélicoptères de transport H-1H, six avions d'attaque au sol EMB 312 et C-130 Hercules et des avions de soutien logistique DHC-5 Buffalo.

### Marine brésilienne
La marine brésilienne a soutenu l'opération avec un patrouilleur fluvial, basé à Vila Bittencourt, coopérant avec le soutien logistique et assurant la sécurité de la région.

### Armée de terre brésilienne
L'armée de terre brésilienne a envoyé ses principales troupes d'élite, des éléments des forces spéciales et des commandos du bataillon des forces spéciales (actuel 1er bataillon des forces spéciales et 1er bataillon d'action de commandement), ainsi que des guerriers de la jungle avant le 1er bataillon spécial frontière, pour attaquer les bases de guérilla qui se trouvait en territoire colombien, près de la frontière. Ils étaient également soutenus par des soldats du 1er bataillon d'infanterie de Selva, l'unité principale du commandement militaire amazonien. Le commandement de l'aviation de l'armée était présent en fournissant des moyens de transport utilisés par les combattants employés dans la mission, quatre hélicoptères de manœuvre Eurocopter AS565 Panther, 2 hélicoptères de reconnaissance et Eurocopter AS350 Écureuil d'attaque.

### Armée colombienne
L'armée colombienne a soutenu l'opération avec le bataillon Bejarano Muñoz, qui aurait bloqué la voie d'évacuation des guérilleros s'ils tentaient d'échapper à l'attaque de l'armée brésilienne.

## Conséquences
Le bilan de l'opération Traira était de soixante-deux guérilleros tués, plus d'une centaine capturés et la plupart des armes et équipements récupérés. Depuis lors, il n'y a eu ni raids du FARC au Brésil, ni attaques contre l'armée brésilienne.